# Manzanares (Spagna)
Manzanares è un comune spagnolo di 18 642 abitanti situato nella comunità autonoma di Castiglia-La Mancia.
Nel 2000 il territorio comunale venne suddiviso e parte di esso divenne del nuovo comune di Llanos del Caudillo.